# Smrt (lik)
Smrt, također poznata i kao Kosac, je čest element u kulturi i povijesti. Kao utjelovljena sila smrt je zamišljena na mnogo različitih načina. Popularni prikaz smrti kao ljudskog kostura koji nosi veliku kosu i odjeven je u crni plašt s kapuljačom prvi put se pojavio u 14. stoljeću u Engleskoj, a naziv "Kosac" je prvi put utvrđen 1847. godine.
U nekim mitologijama, Kosac uzrokuje smrt žrtve, došavši ju pokupiti. S druge strane, ljudi se u nekim pričama pokušavaju zadržati na životu izbjegavanjem posjeta smrti, ili boreći se da odbiju Smrt podmićivanjem ili trikovima. Ostala uvjerenja drže da je prikaza Smrti samo psihopomp koji služi da razreže posljednje veze između duše i tijela, te vodi pokojnika u zagrobni život, bez bilo kakve kontrole nad kada i kako će žrtva umrijeti. U mnogim mitologijama, Smrt je prikazana u muškom obliku, dok se u drugima smrt doživljava kao žena.